# Liga Mexicana de Béisbol 1965
La Temporada 1965 de la Liga Mexicana de Béisbol fue la edición número 41. Se mantienen los mismos 8 equipos de la campaña anterior. Se mantiene el sistema de  competencia con un rol corrido que constaba de 140 juegos, el equipo con el mejor porcentaje de ganados y perdidos se coronaba campeón de la liga.
Los Tigres Capitalinos obtuvieron el tercer campeonato de su historia al terminar la temporada regular en primer lugar con marca de 82 ganados y 57 perdidos, con 4 juegos de ventaja sobre los Pericos de Puebla. El mánager campeón fue Luis "Chito" García Cobos.

## Equipos participantes
| Liga Mexicana de Béisbol 1965 |           |                       |                       |           |
| Equipo                        | Fundación | Ciudad                | Estadio               | Capacidad |
| Broncos de Reynosa            | 1963      | Reynosa, Tamaulipas   | Adolfo López Mateos   | 10,000    |
| Charros de Jalisco            | 1946      | Guadalajara, Jalisco  | Tecnológico de la UDG | 4,000     |
| Diablos Rojos del México      | 1940      | México, D. F.         | Seguro Social         | 25,000    |
| Pericos de Puebla             | 1938      | Puebla, Puebla        | Ignacio Zaragoza      | 22,000    |
| Petroleros de Poza Rica       | 1958      | Poza Rica, Veracruz   | Jaime J. Merino       | 10,000    |
| Rojos del Águila de Veracruz  | 1903      | Veracruz, Veracruz    | Deportivo Veracruzano | 12,000    |
| Sultanes de Monterrey         | 1939      | Monterrey, Nuevo León | Cuauhtémoc            | 8,000     |
| Tigres Capitalinos            | 1955      | México, D. F.         | Seguro Social         | 25,000    |

## Posiciones
| Liga Mexicana de Béisbol | Liga Mexicana de Béisbol | Liga Mexicana de Béisbol | Liga Mexicana de Béisbol | Liga Mexicana de Béisbol |
| Equipo                   | JG                       | JP                       | PCT                      | JV                       |
| ------------------------ | ------------------------ | ------------------------ | ------------------------ | ------------------------ |
| Tigres                   | 82                       | 57                       | .590                     | -                        |
| Puebla                   | 78                       | 61                       | .561                     | 4.0                      |
| Jalisco                  | 71                       | 68                       | .511                     | 11.0                     |
| Monterrey                | 68                       | 72                       | .486                     | 14.5                     |
| México                   | 66                       | 74                       | .471                     | 16.5                     |
| Águila                   | 65                       | 75                       | .464                     | 17.5                     |
| Reynosa                  | 64                       | 75                       | .460                     | 18.0                     |
| Poza Rica                | 64                       | 76                       | .457                     | 18.5                     |

| Campeón de la Liga |

## Juego de Estrellas
El Juego de Estrellas de la LMB se realizó el 18 de junio en el Parque Jaime J. Merino en Poza Rica, Veracruz. La selección de Extranjeros se impuso a la selección de Mexicanos 7 carreras a 2.

## Designaciones
Se designó como novato del año a Héctor Barnetche  de los Tigres Capitalinos.

## Acontecimientos relevantes
- 4 de abril: Alberto Joachín de los Diablos Rojos del México le lanza juego sin hit ni carrera de 6 entradas a los Sultanes de Monterrey, en un partido disputado en Monterrey, Nuevo León y que terminó con marcador de 9-0.
- 25 de junio: Andrés Ayón de los Pericos de Puebla le lanza juego sin hit ni carrera de 9 entradas a los Charros de Jalisco, en un partido disputado en Puebla, Puebla y que terminó con marcador de 7-0.